# Záměl
Záměl (německy Samiel, dříve též Záměly) je obec v okrese Rychnov nad Kněžnou, kraj Královéhradecký, jižním směrem zhruba dva kilometry od Vamberka a sedm kilometrů od Rychnova nad Kněžnou. Rozkládá se v Rychnovském úvalu, okrajovém okrsku Orlické tabule, při řece Divoká Orlice. Žije zde 656 obyvatel.

## Historie
První písemná zmínka o obci pochází z roku 1356. Ves vždy patřívala jako zboží k potštejnskému panství. Obec dostala svůj název od vodních "zámelů", tedy zanesených vodních řečišť, na kterých stojí.
Obec se nachází v údolí Divoké Orlice, na jihu stavebně téměř navazuje na Potštejn. Na kopečku na jejím jižním okraji stojí, již na území Potštejna, barokní hřbitovní kostelík sv. Marka z roku 1713. Oba břehy řeky na území obce spojuje most a čtyři lávky, z toho dvě zastřešené. Na prostřední lávce se nachází socha vodníka Floriánka. U hřiště pod kostelem najdeme studánku se sochou hastrmanky Manky. Uprostřed obce naproti rybníku Návesník stojí přízemní roubený grunt s křížovou světničkou - bývalý zájezdní hostinec U Fajfrů č.p. 27 se zděnými hospodářskými budovami a dvěma branami. Jedná se o nejzajímavější a nejcennější stavbu v obci. Traduje se (a tvrdí to i obecní kronika), že při tažení proti loupeživým rytířům na hrad Potštejn zde přespal budoucí český král a císař římský Karel IV.
Každoročně v srpnu se ve zdejším areálu Pod Markem koná hudební festival Folk Fest Záměl, jehož se účastní špičky naší folkové hudby.

## Obyvatelstvo
| Rok            | 1869 | 1880 | 1890 | 1900 | 1910 | 1921 | 1930 | 1950 | 1961 | 1970 | 1980 | 1991 | 2001 | 2011 | 2021 |
| -------------- | ---- | ---- | ---- | ---- | ---- | ---- | ---- | ---- | ---- | ---- | ---- | ---- | ---- | ---- | ---- |
| Počet obyvatel | 763  | 744  | 756  | 732  | 780  | 782  | 828  | 585  | 643  | 631  | 620  | 628  | 614  | 632  | 584  |
| Počet domů     | 106  | 109  | 114  | 117  | 120  | 129  | 161  | 180  | 170  | 166  | 167  | 202  | 212  | 218  | 230  |

## Obecní správa

### Obecní symboly
Znak a vlajka byly obci uděleny rozhodnutím předsedy Poslanecké sněmovny Parlamentu České republiky dne 14. března 2002.

## Pamětihodnosti
- Historický hostinec U Karla IV. (U Fajfrů), čp. 27
- Kříže z roku 1797, 1814 a bez data
- socha sv. Jana Nepomuckého z roku 1803
- výklenková kaple
- památníky padlým

Na území obce je vybudována Planetární stezka - naučná stezka se zastávkami věnovanými jednotlivým (nejen) planetám v měřítku 1:1 mld. Délka stezky mezi hospodou, potštejnským jezem, studánkou Panny Marie až k rozcestní nad Merklovicemi je přes 5,5 kilometru.

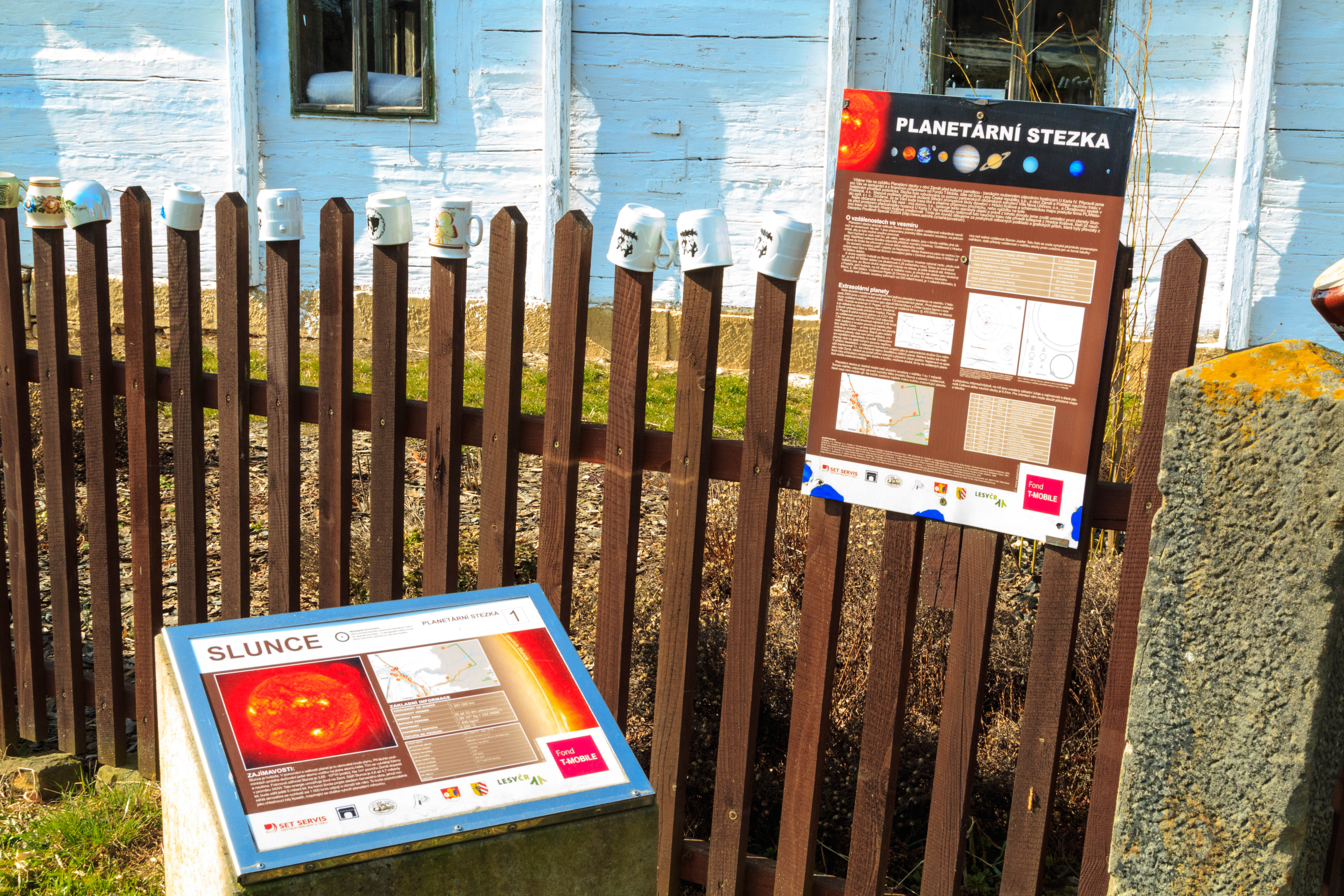
Začátek Planetární stezky

V mokřinách rybníka se zachovaly vzácné rostliny (prvosenka vyšší, česnek ořešec, kapradník bahenní aj.). V lokalitě Zámělský borek se vyskytují další vzácné rostliny a živočichové.

## Osobnosti
- Dobromil Zahradník (1925–1991), sochař a výtvarník
- Juraj Valsa (1933–2013), universitní profesor, narodil se v Záměli

## Doprava
- Železniční trať Týniště nad Orlicí – Letohrad se zastávkou Záměl
- Silnice I/14

## Další fotografie

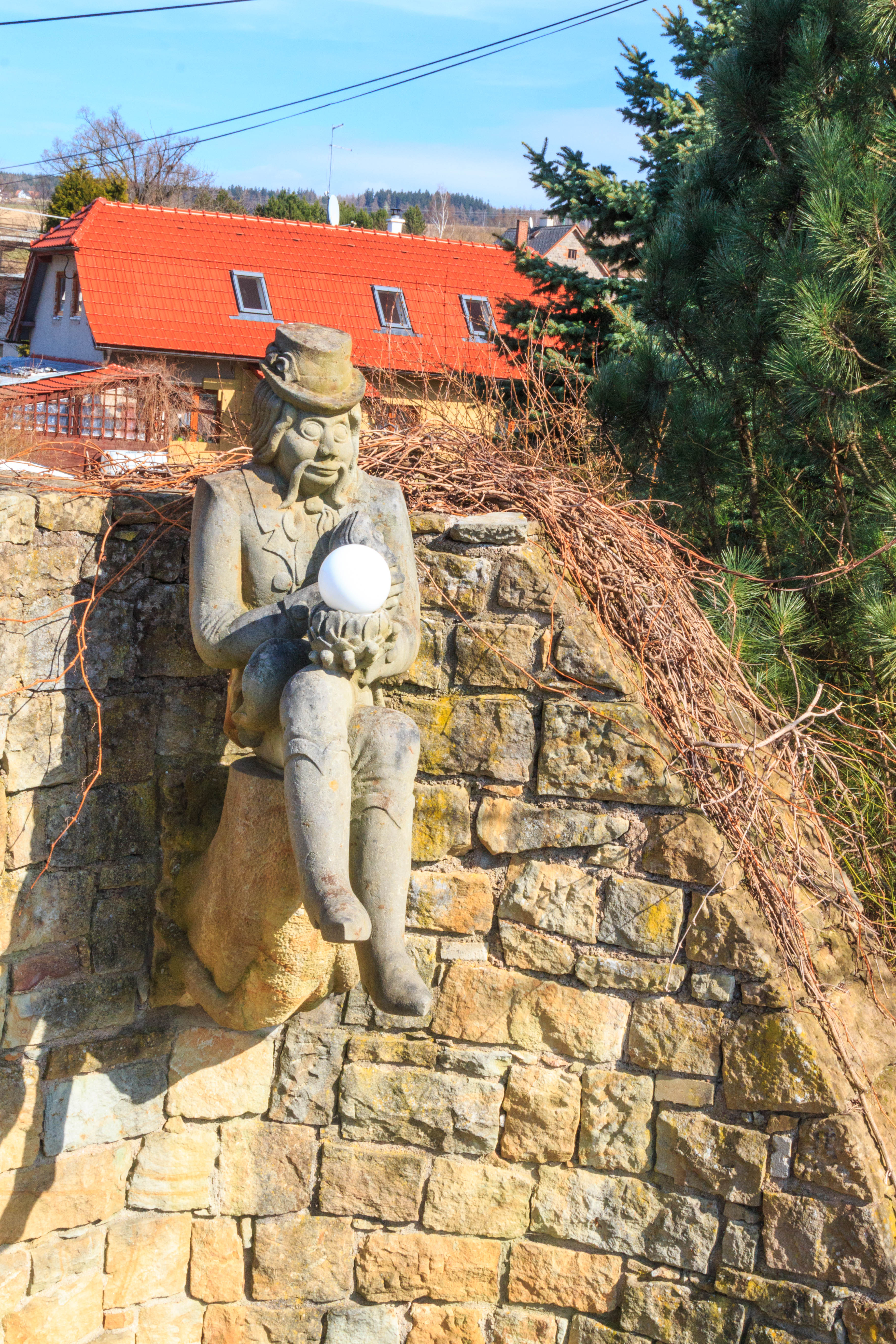
Zámělský hastrman
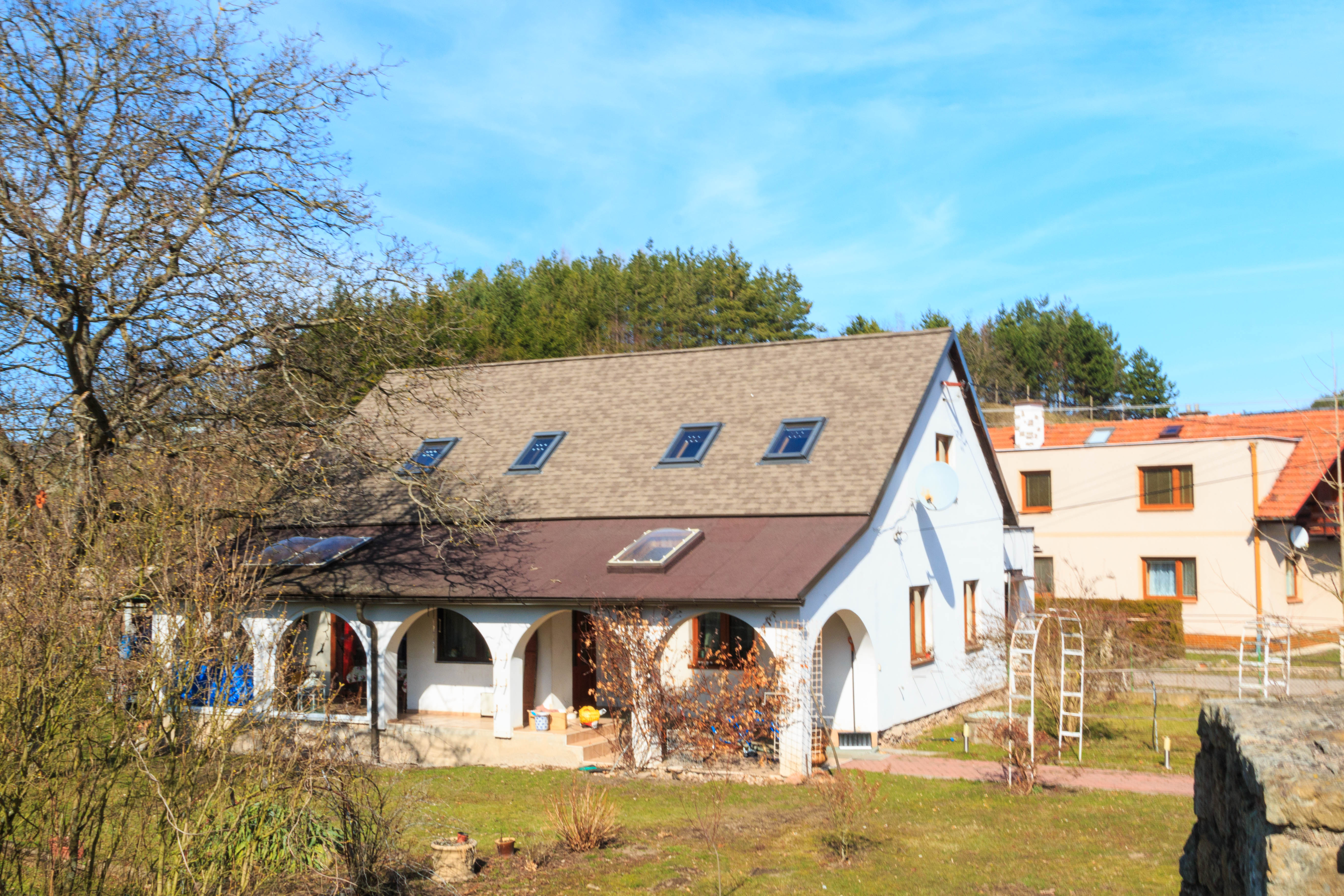
Záměl - čp. 41
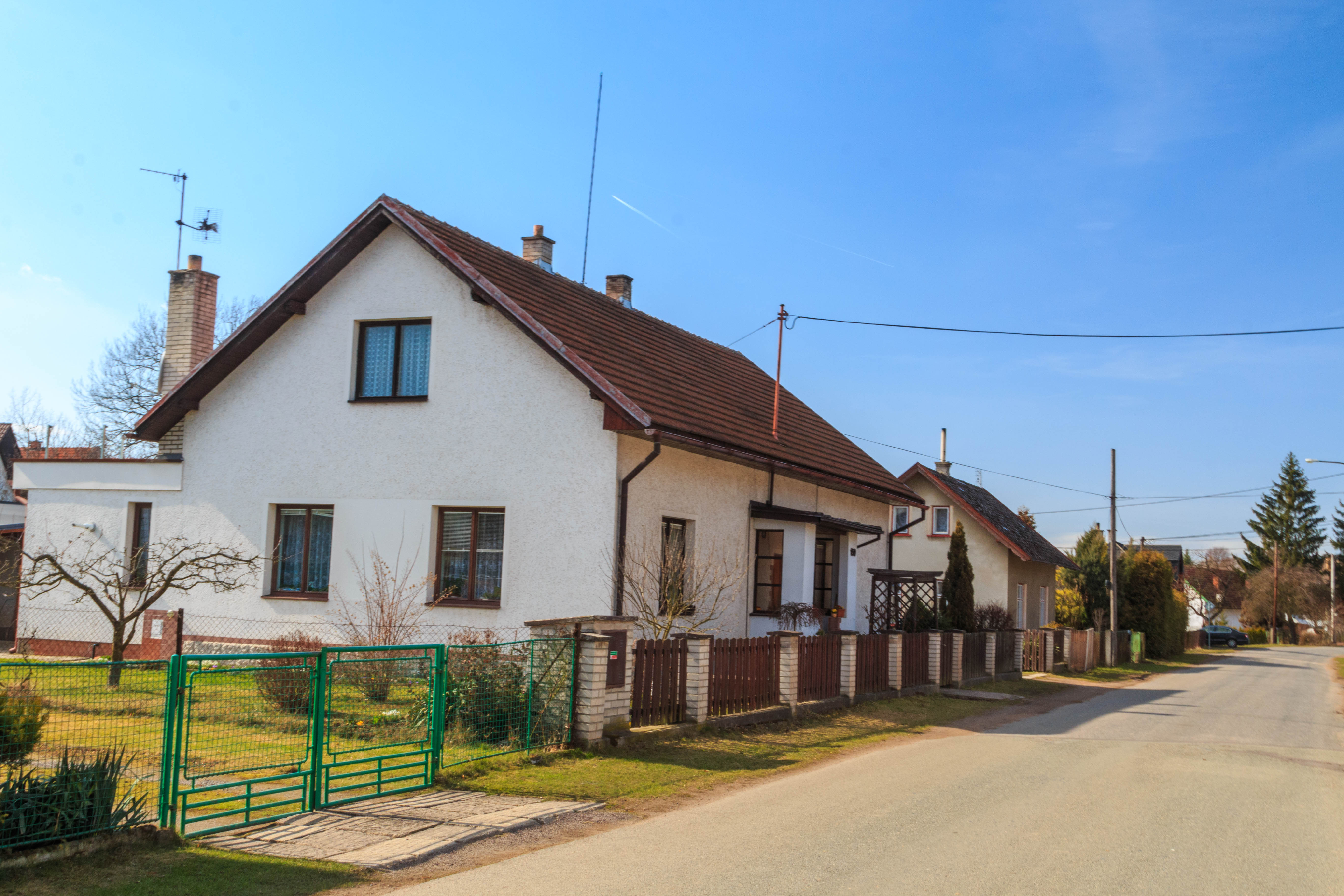
Záměl - čp. 150
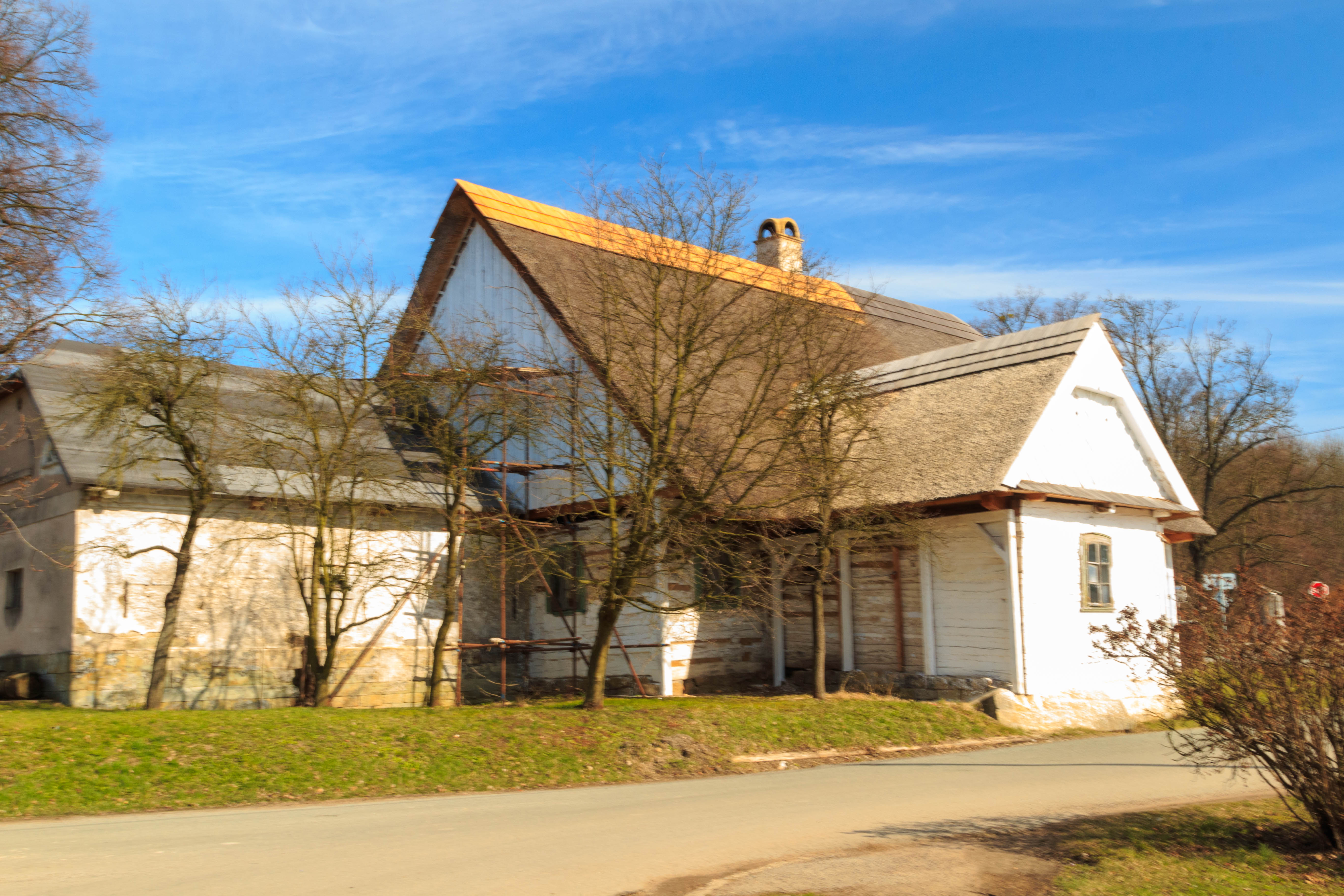
Záměl - čp. 27